# Pjetër Bogdani

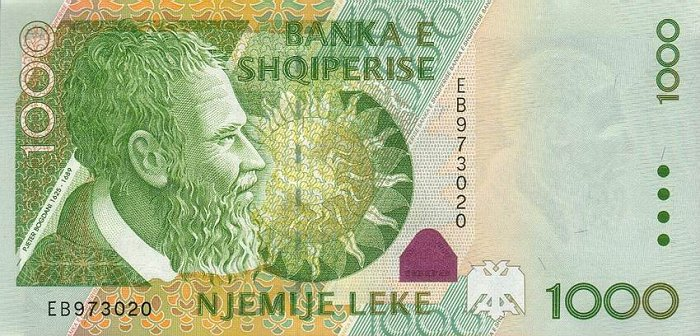
Bogdani auf dem albanischen 1000-Lek-Schein

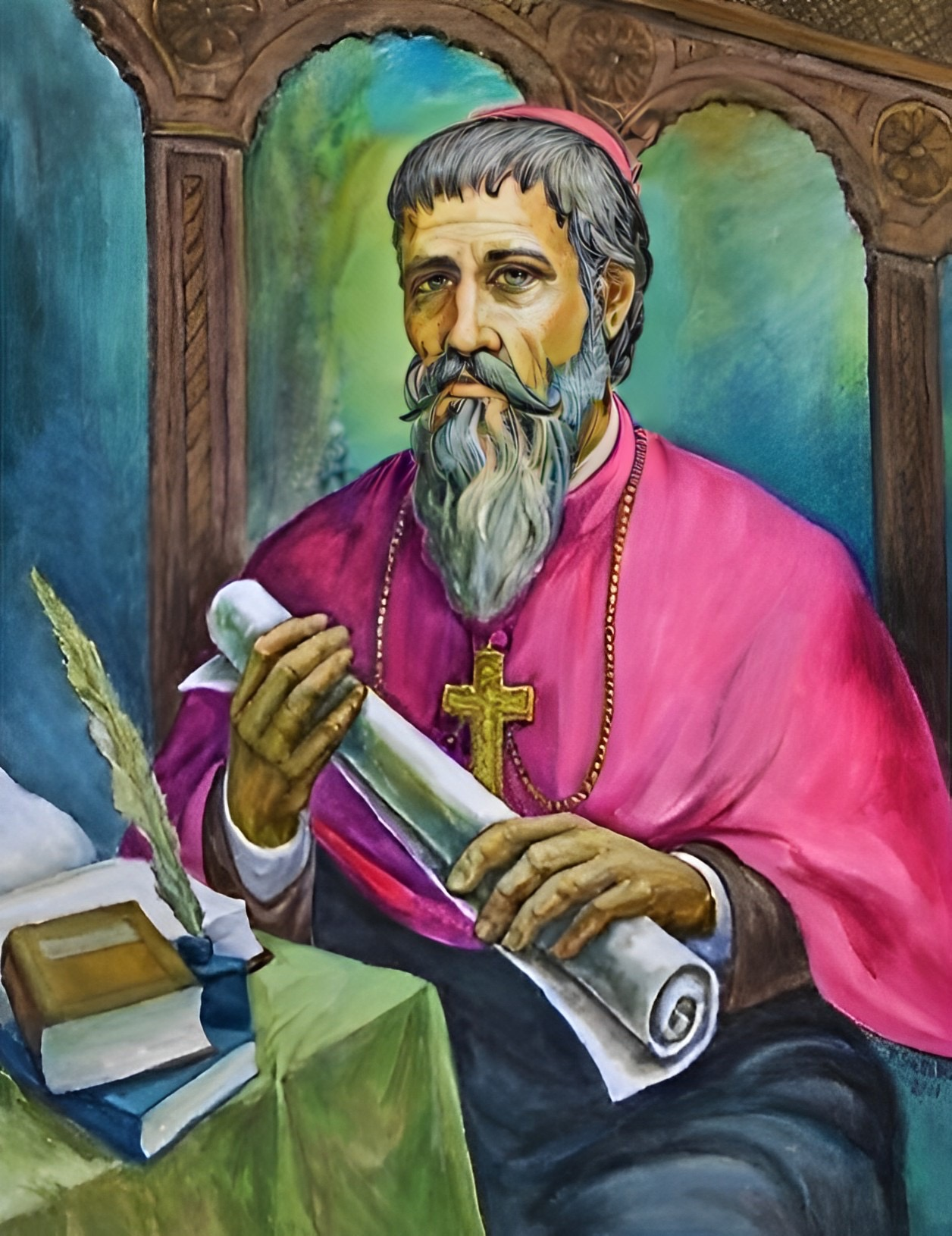
Modernes Gemälde eines unbekannten Künstlers

Pjetër Bogdani (italienisch Pietro Bogdano, * um 1630 in Gur i Hasit bei Kukës; † Dezember 1689 in Pristina) war Bischof von Shkodra und Erzbischof von Skopje sowie ein bedeutender Autor der frühen albanischen Literatur. Sein 1685 entstandenes Buch Cuneus Prophetarum ist das erste bedeutende Prosawerk in albanischer Sprache.

## Leben
Pjetër Bogdanis Familie gehörte zur schmalen Elite der katholischen Albaner. Seine erste Ausbildung erhielt der junge Bogdani im Franziskanerkloster von Tschiprowzi im Nordwesten Bulgariens. Später studierte er am Illyrischen Seminar von Loreto in Italien. 1651–1654 wirkte er als Gemeindepfarrer im nordalbanischen Pult, danach studierte er bis 1656 am Seminar der Propagandakongregation in Rom, wo er die Doktorwürden sowohl in Philosophie als auch in Theologie erwarb.
Am 6. März 1656 wurde er zum Bischof von Shkodra und zum Administrator des Erzbistums Antivari ernannt. In Shkodra wirkte er bis 1677 als Bischof, die Administratur von Antivari versah er bis 1671. Während des Österreichisch-Türkischen Krieges musste Bogdani Shkodra verlassen. Als Oberhaupt der albanischen Katholiken galt er nicht zu Unrecht als Sympathisant der Habsburger. Von 1664 bis 1669 lebte er in den bei Shkodra gelegenen Dörfern Barbullush und Rjoll.
Am 8. November 1677 folgte er seinem Onkel Andrea Bogdani als Erzbischof von Skopje nach. Seine antitürkische Haltung, sein hohes Amt in der katholischen Kirche und nicht zuletzt weil er die Spitze der christlichen Rebellion 1690 in Kosovo bildete, musste Pjetër Bogdani von den osmanischen Machthabern nach Ragusa fliehen. Von dort ging er für einige Zeit nach Venedig und Padua. In Padua wurde Bogdani freundlich von Kardinal Gregorio Barbarigo aufgenommen, in dessen Diensten er 22 Jahre zuvor gestanden hatte. Kardinal Barbarigo war an der Kurie zuständig für die Angelegenheiten der katholischen Kirche in den Ländern des Ostens, und er interessierte sich für die Kulturen des Balkans und der Levante. Deshalb förderte er auch die literarische Tätigkeit Bogdanis und finanzierte den Druck von dessen Werken.
Nachdem Bogdani sein Hauptwerk Cuneus Prophetarum hatte in Padua drucken lassen, kehrte er im März 1686 auf den Balkan zurück. Dort engagierte er sich für den Aufstand der christlichen Bewohner gegen die osmanische Herrschaft. Als die österreichische Armee 1689 im Großen Türkenkrieg das Kosovo erreichte, führte er ihr mehrere tausend albanische Freiwillige zu, die an der Eroberung Prizrens teilnahmen. Er empfing den General der kaiserlichen österreichischen Armee Enea Silvio Piccolomini in Prizren mit über 5.000 albanischen Truppen, die ihn mit Salven begrüßten. Im Dezember 1689 erlag Bogdani in Priština einer Krankheit und wurde in der dortigen Großen Moschee, die in eine Kirche umgewandelt wurde, begraben. Sein Grab wurde später von osmanischen Soldaten zerstört und die Gebeine auf der Straße entsorgt.

## Cuneus Prophetarum

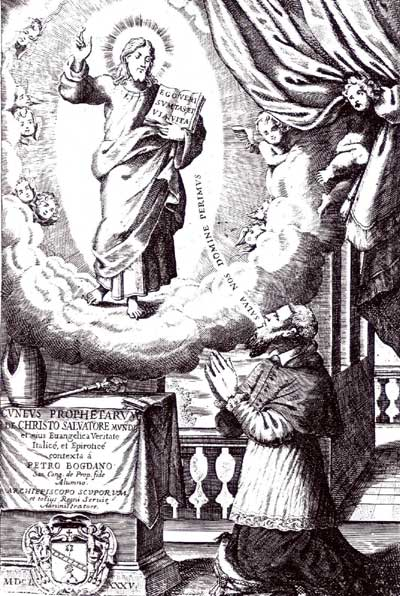
Frontispiz des Cuneus Prophetarum, Bogdani ist als betender Kleriker dargestellt.

Der Cuneus Prophetarum (dt. „Die Schar der Propheten“) ist eine aus zwei Teilen bestehende theologische Abhandlung. Dem ersten Teil liegen Texte des Alten Testaments zugrunde, der zweite beschäftigt sich mit dem Leben Jesu. Zuerst befasst sich Bogdani mit der Erschaffung des Menschen. Dann folgt ein langer Abschnitt über die Prophetie, dem das Werk auch seinen Titel verdankt. Im Zentrum stehen die Propheten der Bibel, daneben sind in Versform auch die Vorhersagen von verschiedenen heidnischen Sibyllen aufgenommen, die nach Bogdanis Darstellung ebenso auf das Kommen des Messias hinweisen. Der neutestamentliche Teil behandelt in den einzelnen Kapiteln verschiedene Aspekte des Wirkens Christi: sein Leben, seine Wundertaten, den Tod am Kreuz, die Auferstehung und die Wiederkunft am Ende der Zeiten. Im Anhang finden sich ein kurzer Abschnitt aus dem Buch Daniel in acht verschiedenen Sprachen und eine kurze Familiengeschichte der Bogdani.
Pjetër Bogdani hatte das albanische Manuskript seines Buches schon fertig nach Padua mitgebracht. Vermutlich damit es die päpstlichen Zensurbehörden leichter überprüfen konnten, verlangte die Kongregation De Propaganda Fide vor der Drucklegung eine italienische Übersetzung. Daran arbeitete Bogdani im Jahr 1685. Schließlich wurde sein Buch zweisprachig gedruckt, wobei die beiden Versionen in Spalten nebeneinander standen. Der lange parallele Text ist bis heute eine wichtige Quelle für die Albanologie. Für den albanischen Text benutzte Bogdani das lateinische Alphabet, das er um einige kyrillische Buchstaben für besondere Laute seiner Muttersprache ergänzte. Als sprachliche Vorlagen dienten ihm die wenigen albanischsprachigen Bücher von Pjetër Budi, Lekë Matrënga und Frang Bardhi, die sich damals im Besitz der römischen Propagandakongregation befanden.
Der Cuneus Prophetarum wurde 1691 und 1702 in Venedig nachgedruckt.

### Abhandlungen
- Shefik Osmani: Pjetër Bogdani. Tirana 1996
- Zija Xholi: Pesë mendimtarët më të vjetër të kulturës sonë kombëtare: M. Barleti, Gj. Buzuku, P. Budi, F. Bardhi, P. Bogdani. Tirana 2003. ISBN 99927-901-1-3